# レスリー・ヒュアード
レスリー・ヘイズ・ヒュアード（Leslie Hays Heward, 1897年12月8日 - 1943年5月3日）は、イギリス出身の指揮者、作曲家。
ブラッドフォードの生まれ。5歳の頃から音楽を学び、マンチェスター大聖堂のオルガニストのシドニー・ニコルソンの薫陶を受ける。同大聖堂の合唱学校に入学してニコルソンの助手を務め、1914年にはアスコーナの聖アンドリュー教会のオルガニストとなった。1917年には作曲で奨学金を得て王立音楽大学に進学し、チャールズ・ヴィリアーズ・スタンフォード、レイフ・ヴォーン・ウィリアムズ、エイドリアン・ボールトに師事した。1921年に大学を卒業後はイートン・カレッジで教鞭を執ったり、イングリッシュ・ナショナル・オペラに作品を提供したり、ブライトンの映画館でオルガニストを務めたりした。1924年から1927年まで南アフリカのケープタウン市立交響楽団の首席指揮者を務め、1930年にバーミンガム市交響楽団の首席指揮者を務めた。
バーミンガム市交響楽団での任期中にバーミンガムにて死去した。

## 註
1. ↑  Naxos